# David Brockhoff
John David "Brock" Brockhoff (8 de juliol de 1928 - 17 de juny de 2011) fou un jugador de rugbi, entrenador i home de negocis australià que va jugar vint-i-cinc partits internacionals. Va jugar a la selecció de Nova Gal·les del Sud entre els anys 1949 i 1954. Nascut a Rose Bay, Brockoff fou educat al Scots College. Provinent d'una família que va tenir èxit en el negoci de la de farina a Sydney, va ser molt reeixit en la producció de galetes.
Després de retirar-se, va continuar tenint un paper actiu en el rugbi australià assistint a sessions d'entrenament de diversos equips.